# Jona Metzger
Jona Metzger (hebr. ‏יונה מצגר‎, ur. w 1953 w Hajfie) – izraelski rabin, aszkenazyjski naczelny rabin Izraela w latach 2003–2013. Był pierwszym w nowożytnej historii naczelnym rabinem Izraela urodzonym w Izraelu.

## Życiorys
Był żołnierzem 7 Brygady Pancernej Sił Obronnych Izraela. Uczestniczył m.in. w wojnie Jom Kipur. Zakończył służbę wojskową w stopniu kapitana jako rabin polowy. Ukończył naukę w jesziwie Kerem w Jawne, pracował następnie jako nauczyciel w szkołach i jesziwach.
Pracował jako rabin synagogi Tiferet Zvi w Tel Awiwie. Następnie piastował funkcję naczelnego rabina północnego Tel Awiwu. 
W 2003 roku został wybrany naczelnym aszkenazyjskim rabinem Izraela. Zastąpił rabina Jisra’ela Me’ira Laua.
21 lutego 2008 roku przyleciał do Polski na zaproszenie Shavei Izrael. W pierwszym dniu odwiedził Warszawę, gdzie spotkał się z m.in. z Ireną Sendlerową, Prezydentem RP Lechem Kaczyńskim. 23 lutego uczestniczył w podpisaniu dokumentu powołującego Rabinat RP.
W lutym 2017 został skazany przez sąd w Jerozolimie na 4,5 roku więzienia i 5 milionów szekli grzywny za korupcję i inne oszustwa finansowe. Następnie Sąd Najwyższy zmniejszył karę do 3,5 roku więzienia. Po 22 miesiącach odbywania kary został przedterminowo zwolniony. W 2020 i 2025 roku był objęty śledztwem w sprawach przestępstw seksualnych wobec nieletnich.